# Nikolaj Bucharin
Nikolaj Ivanovič Bucharin (rusky Николай Иванович Бухарин, 9. října 1888, Moskva – 15. března 1938, Moskva) byl bolševický revolucionář, sovětský politik, filozof, žurnalista a spisovatel. Byl členem politbyra (1924–1929), ústředního výboru (1917–1937), předsedou kominterny (1926–1929) a šéfredaktorem stranických novin Pravda.
Napsal knihy Imperialismus a světové hospodářství (1918), ABC komunismu (1919), Ekonomika z přechodného období (1920), Historický materialismus (1921) a další. Zpočátku velký přítel Stalina se stal nejznámější obětí Stalinových čistek.
Někdy kreslil karikatury (např. Lenin, Stalin).

## Před revolucí 1917
Bucharin se narodil v Moskvě učitelům národní školy (své dětství vylíčil v životopisném románu, Jak to všechno začalo, napsaném krátce před smrtí.) Jeho politický život začal v šestnácti letech, kdy se společně se svým celoživotním přítelem Iljou Erenburgem účastnil studentských aktivit na Lomonosovově univerzitě v souvislosti s Ruskou revolucí z roku 1905.
V roce 1906 vstoupil do Ruské sociálně demokratické dělnické strany, konkrétně do bolševické frakce. S Grigorijem Sokolnikovem svolal Bucharin v roce 1907 národní mládežnickou konferenci v Moskvě, která později byla považována za předchůdce Komsomolu. V té době, byl úzce spjat s Vladimirem Smirnovovem a setkal se se svou budoucí manželkou, Naděždou Lukinovou, sestrou Nikolaje Lukina. Vzali se brzo před jeho odchodem do exilu.
V roce 1911, po krátkém vězení, byl Bucharin deportován do Archangelsku, ale brzy utekl do Hannoveru, kde zůstal na rok. V roce 1912 se odstěhoval do Krakova, kde se poprvé setkal s Leninem. Během exilu pokračoval ve svém vzdělání a napsal několik knih, které mu vynesly označení „významný bolševik“. Jeho kniha Imperialismus a světové hospodářství během první světové války ovlivnila Lenina, který z ní volně čerpal ve své větší a lépe známější práci, Imperialismus jako nejvyšší stadium kapitalismu. Lenin měl nicméně s Bucharinem často horké spory o teoretických problémech a Bucharinově spojenectví s evropskou levicí. Bucharin vyvinul zájem o práci rakouských marxistů a marxističtí ekonomičtí teoretici, jako Alexandr Bogdanov, se od Leninových pozic raději odchýlili.
V roce 1913 se ve Vídni seznámil s rodákem z Gruzie a bolševikem Josifem Stalinem, kterého si ihned oblíbil a kterému pomohl napsat článek "Marxismus a národní otázka", a to na Leninovu žádost. Stalin a Bucharin se rychle spřátelili a říkali si „Koba“ a „Kolja“. Bucharin byl také jediný, kdo mohl později Stalinovi tykat.
V říjnu 1916 odešel Bucharin do New Yorku, kde editoval noviny Novyj Mir (Nový svět) se Lvem Trockým, který pobýval v Evropě, a Alexandrou Kollontajovou.

## Revoluce 1917
Když se Bucharin v roce 1917 dozvěděl, že v Rusku probíhá revoluce, která svrhla cara, vrátil se přes Japonsko do Ruska a stal se jedním z vedoucích bolševiků v Moskvě. Během říjnové revoluce uvedl, že bránil revoluční výnosy moskevského sovětu a že přispěl k vyhnání menševiků a prozatímní vlády v čele s Kerenským do vyhnanství. Bucharin poté reprezentoval moskevskou společnost v revoluční vládě v Petrohradě po revoluci a stal se editorem stranických novin Pravdy.
V roce 1918, kdy první světová válka skončila, neskrýval Bucharin opovržení vůči Brestlitevské smlouvě a Leninovu podpisu pod ní. Bucharin smlouvu viděl jako zradu německého proletariátu. Naopak podporoval Komunistickou stranu Německa (KPD) za německé revoluce, tehdy se inspiroval celosvětovou proletářskou revolucí. V té době se Bucharinův pohled na Rusko a na jeho novou dosud nepřipravenou politiku v jejím politicko-ekonomickém stupni odlišoval.

## Zápas o moc
Po Leninově smrti v roce 1924 se stal Bucharin členem Kominterny a politbyra. V roce 1925 změnil svou pozici a přijal Leninův důraz na přežití a zesilování sovětského státu jako bašty budoucí světové revoluce. Bucharin se stal hlavním propagátorem Nové ekonomické politiky (NEP), nikoli jako ústupku, jako dočasné fáze, ale jako modelu dlouhodobého období soužití s rolnickým hospodařením, volným obchodem se zemědělskými produkty a tolerováním drobného soukromého podnikání. To znamenalo soustředit se na zemědělství s dvaceti pěti miliony rolnických hospodářství a dodávat podnikavějším rolníkům odvahu k práci s výhledem prosperity. „Enrichissez – vous“, heslo, které Bucharin propagoval: „Obohať se, rozvíjej své hospodářství a neboj se, že budeš předmětem restrikce“.
V následujícím zápasu o moc mezi Trockým, Zinovjevem, Kameněvem a Stalinem se spojil Bucharin se Stalinem, i přesto, že Stalin chtěl rychle industrializovat zemi, vystupňovat třídní boj proti kulakům a neusiloval o světovou revoluci. Bucharin, který byl zásadně proti násilné kolektivizaci a združstevňování, vydal knihu Socialismus v jedné zemi, která argumentovala, že socialismus by mohl být vyvinutý v jediné zemi, dokonce i v tak zaostalé jako je Rusko. Tato nová teorie přestala potřebovat celosvětovou revoluci, nebyla již déle povzbuzována v kapitalistických zemích, Rusko mohlo a mělo by dosáhnout socialismu samo.
Trockij, největší Stalinův nepřítel, byl poražen triumvirátem Stalin, Zinovjev a Kameněv, s podporou Bucharina a byl poslán do vyhnanství v Kazachstánu a později do Mexika, kde zemřel roku 1940, dostižen nájemnými vrahy.
Zinovjev a Kameněv byli v roce 1928 vyhozeni ze strany, a Bucharin se těšil ze stále větší Stalinovy podpory. Byl dosazen do významných funkcí, a to i na úkor jiných členů strany, kteří museli své funkce chtě nechtě opustit. Například Alexej Rykov, Leninův následník jako předseda rady lidových komisařů, a Michail Tomskij, hlava odborů a předseda Kominterny. Tyto funkce převzal Bucharin. Nedostatek obilí v roce 1928 pobídl Stalina zrychlit industrializaci a přitvrdit v kolektivizaci, protože věřil, že NEP nefungovala. Stalin náhle přijal politiku od svých poražených nepřátel – Trockého, Zinovjeva a Kameněva.

## Pád

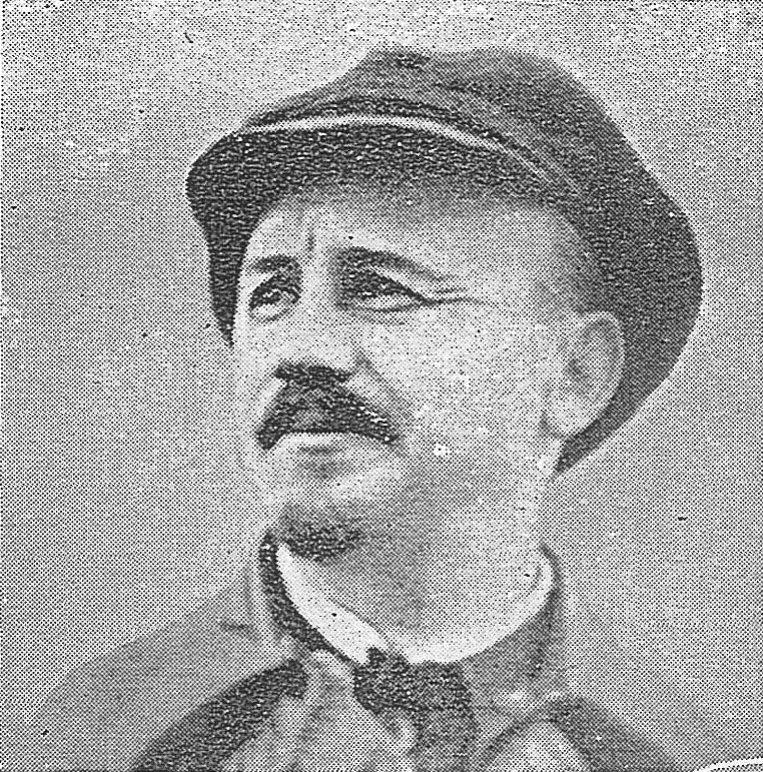
Bucharin

Bucharinův pád začal již konfrontací mezi Leninovými dědici. Konfrontace se rozdělila na čtyři fáze. První začala již v roce 1923, kdy byl Lenin ještě stále naživu, ale byl ochrnutý, a skončila roku 1925. V ní stál triumvirát Zinovjev, Kameněv a Stalin proti Trockému.
Ve druhé fázi, 1925 až 1926, soupeřili Stalin a Bucharin s Kameněvem a Zinovjevem. V období 1926 až 1927 čelili Stalin s Bucharinem spojené opozici Zinovjeva, Kameněva a Trockého.
Posledním dějstvím konfrontace, 1928–1929, byla již opozice Zinovjeva, Kameněva a Trockého poražena. Stalin se však poté obrátil proti svým spojencům. V den svých 50. narozenin v roce 1929 Stalin vyhnal z politbyra Zinovjeva, Kameněva, Bucharina, Trockého a Tomského, s nimiž začal soupeřit. Šestý, Rykov, zůstal v politbyru trpěn z milosti. Bucharin a ostatní byli politicky nečinní až do roku 1932, kdy se do politiky vrátili. Bucharin poté Stalinovi odpustil.

## Názory
Byl pod vlivem Alexandra Bogdanova, podporoval názory mechanicistů a snažil se využit  mechanismu pro teoretické zdůvodnění svých protileninských teorií („pokojného vrůstaní“ kulaků do socialismu, „živelnosti“ ve vývoje vesnice aj.).

## Soudní proces

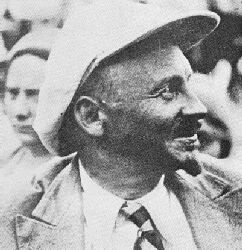
Bucharin roku 1928

V roce 1934 byl zastřelen leningradský vůdce komunistů Sergej Kirov. To byla záminka k odstartování tzv. Velkých čistek. 1. prosince 1936 vtrhli agenti NKVD do Bucharinova bytu v Kremlu s rozkazem, aby se vystěhoval. Když se s nimi dohadoval, zazvonil telefon. Byl to Stalin. „Nazdar, jak se máš, Nikolaji?“ zeptal se. Když mu Bucharin řekl, že jej právě vystěhovávají, Stalin do telefonu zařval: „K čertu, vyžeň je ven!“
Brzy poté svolal Stalin tajnou schůzku ústředního výboru, na níž velitel NKVD Nikolaj Ježov navrhl obvinit Bucharina a Rykova, že jsou vůdci toho vůbec nejvážnějšího spiknutí proti Stalinovi. To byla generální zkouška na zasedání pléna v únoru a březnu 1937. Konalo se ve stínu odsouzení a popravy obviněných v Pjatakově procesu koncem ledna a Ordžonikidzeho sebevraždy. Když Bucharin obdržel pořad jednání a viděl, že hlavním bodem bylo rozhodnutí o něm a o Rykovovi, vyhlásil na protest hladovku. Když přišel na schůzi ústředního výboru, Stalin k němu přišel a otázal se: „Proti komu je namířena tvoje hladovka? Proti ústřednímu výboru strany? Podívej se na sebe, Nikolaji, vypadáš strašně vyhuble. Požádej plénum, aby ti tvou hladovku odpustilo.“ „Proč bych to dělal?“ odpověděl Bucharin. „Stejně se mne v každém případě chystáte vyloučit ze strany.“ „Nikdo tě ze strany nevyloučí,“ odpověděl Stalin. Když prohlásil: „Já nejsem Zinovjev nebo Kameněv, já nebudu lhát proti sobě samotnému“, Vjačeslav Molotov mu řekl: „Jestliže se nepřiznáte, pak to bude důkaz, že jste se zaprodal fašistům. Jejich noviny tvrdí, že naše procesy jsou provokace. My vás zatkneme a vy se doznáte“. Když padl návrh na Bucharinovo a Rykovovo zatčení, došlo k další bouřlivé scéně. V doprovodu stráží byli předvedeni Karl Radek a Grigorij Sokolnikov a ti podali důkaz o tom, že oba byli do spiknutí zapleteni. Ale Bucharin s Rykovem odmítli všechna obvinění. Ti však sklidili výsměch.
Později byla jmenována komise, která měla rozhodnout o Bucharinově a Rykovově osudu. Nikdo neprotestoval proti jejich vyloučení a postavení před soud. Vyvrcholení procesu byl jejich výslech. Bucharinovi byla vymezena role úhlavního nepřítele, který stál v pozadí všech zločinů a měl prsty v každém spiknutí. Každý z vězňů, když očerňoval sám sebe, si dal pozor, aby zároveň očerňoval i Bucharina. Bucharin tato obvinění odmítl, ale nakonec se k nim musel doznat, když mu hrozili, že zabijí jeho ženu a právě narozeného syna. Na rozdíl od Rykova se Bucharin nenechal zastrašit tyranskými pokusy prokurátora Andreje Vyšinského, naopak v celé řadě názorů zvítězil a provokoval Vyšinského tak, až se chvílemi přestal ovládat.
Vyšinskij: „Obžalovaný Bucharine, přiznáváte se, že jste prováděl špionáž?“
Bucharin: „Nepřiznávám.“
Vyšinskij: „Poté, co prohlašují Rykov a Šaragonovič?“
Bucharin: „Nepřiznávám se.“
Vyšinskij: „Když byla v Bělorusku vytvořena organizace pravičáků, byl jste v samém jejím srdci. Přiznáváte to?“
Bucharin: „Už jsem vám odpověděl.“
Vyšinskij: „Já se vás ptám, zdali to přiznáváte nebo ne?“
Bucharin: „O běloruské záležitosti jsem se vůbec nezajímal.“
Vyšinskij: „Zajímal jste se o záležitosti špionáže?“
Bucharin: „Ne.“
Vyšinskij: „A kdo se o ně zajímal?“
Bucharin: „Ohledně činnosti tohoto druhu jsem nedostával žádné informace.“
Vyšinskij: „Obžalovaný Rykove, dostával Bucharin nějaké informace ohledně činnosti takového druhu?“
Rykov: „O tom jsem s ním nikdy nehovořil.“
Vyšinskij, obraceje se k Bucharinovi: „Na základě svědectví, které zde proti vám zaznělo, se vás ptám ještě jednou: rozhodnete se, a přiznáte před sovětským soudem, která zpravodajská služba vás naverbovala – britská, německá, nebo japonská?“
Bucharin: „Žádná.“
Na základě Bucharinovy těsné spolupráce s Leninem připojil Stalin obvinění, že v roce 1918 zavraždil Bucharin bolševického předáka Sverdlova a později chtěl zabít samotného Stalina. Bucharin to tvrdě popřel, a když byl konfrontován se svědky, odmítl jejich svědectví jako nepravdivá.
Vyšinskij: „Jak vysvětlíte skutečnost, že nevypovídají pravdu?“
Bucharin: „Na to byste se měl zeptat raději jich.“
Stalin se soudního přelíčení nezúčastnil, ale stejně jako při předchozích procesech vedl ze soudní síně telefonický kabel, takže mohl v soukromí naslouchat soudnímu jednání. V závěrečné řeči Vyšinskij prohlásil:
„Historický význam tohoto procesu spočívá především ve skutečnosti, že bylo s výjimečnou svědomitostí a precizností ukázáno, prokázáno a zjištěno, že pravicové síly, trockisté, menševici, socialističtí revolucionáři a buržoazní nacionalisté nejsou ničím jiným než bandou vrahů, špionů a sabotérů bez jakýchkoli principů či ideálů… nejsou politickou stranou, politickou tendencí, ale tlupou zákeřných zločinců, kteří se zaprodali nepřátelským zpravodajským službám.“
Vyšinského přiváděla k zuřivosti zejména Bucharinova taktika – „toho proklatého křížence lišky a svině“ – a stejně tak Rykovova taktika, Rykov se totiž Vyšinskému také začal vzpírat. Oba se totiž odmítali přiznat ke Kirovově vraždě či k jakémukoli jinému konkrétnímu zločinu, ale přijímali obecnou politickou odpovědnost za veškerou činnost pohromadě.
Na samém konci procesu však Bucharin začal ustupovat a přiznal, že rozsudek, který očekává, je spravedlivý, a prohlásil, že zasluhuje smrt několikrát, neboť, jak sám řekl, zdegeneroval do nepřítele socialismu:
„Během pobytu ve vězení jsem přehodnotil svou vlastní minulost. Neboť když si položíte otázku: „Když už musíš zemřít, pro co umíráš?“, náhle se před vámi rozestře naprostá černá prázdnota. Není pro co umírat, jestliže člověk chce zemřít zatvrzelý. A naopak vše, co se v Sovětském svazu třpytí, dostává v lidské mysli nový rozměr. To mne nakonec naprosto odzbrojilo a vedlo mne, abych před stranou a zemí padl na kolena… Výsledkem je naprosté vnitřní morální vítězství Sovětského svazu nad jeho klečícími odpůrci.“
Dne 13. března 1938 byl Bucharin se sedmnácti dalšími obžalovanými odsouzen k trestu smrti zastřelením. Za vinu mu bylo mezi jiným kladeno založení teroristických skupin, které měly zavraždit přední sovětské státníky a členy komunistické strany. Z osmnácti odsouzených k trestu smrti byla udělena milost čtyřem, Bucharin mezi nimi nebyl.

## Poprava
Není možné říci, do jaké míry bylo Bucharinovo podrobení ovlivněno zjištěním, že pokud nedodrží smlouvu se Stalinem, jeho žena a dítě budou trpět. Nebo jak hodně pociťoval, že pouze oběť pro stranu dá smysl jeho životu a dovolí mu zemřít s nadějí v lepší budoucnost.
Stalina motivy nezajímaly. Říkal, že pokud se Bucharin a ostatní přiznají, může vše ostatní vyřešit smrt. Obvinění byli shledáni vinnými ve všech bodech obžaloby a s výjimkou tří odsouzeni k smrti. Mezi odsouzenými k smrti byl Bucharin a také Rykov. V předvečer popravy požádal Bucharin o tužku a kus papíru a napsal Stalinovi krátký vzkaz. „Kobo, proč potřebuješ, abych zemřel?“ Žádné odpovědi se již nedočkal, ale tento vzkaz byl po Stalinově smrti nalezen mezi jinými dokumenty v zásuvce jeho psacího stolu.
Rozsudek smrti byl vykonán 15. března 1938 a pro jistotu byly přepsány i dějiny Sovětského svazu: Bucharin z nich byl vymazán.
Ale z dlouhodobého hlediska Bucharin spor vyhrál. Výzva k budoucí generaci, k níž se obrátil v dopise nadiktovaném své ženě, nebyla marná. V osmdesátých letech začaly jeho ideje přitahovat stále větší pozornost těch, kteří se snažili o „socialismus s lidskou tváří“ a v roce 1988, přesně padesát let po jeho procesu, „budoucí generace stranických vůdců“ Sovětského svazu Bucharinovo jméno rehabilitovala a odsoudila Stalina.

## Bucharin v Praze
V únoru 1936 cestoval Bucharin, který tehdy zastával funkci šéfredaktora Izvestijí, oficiálního deníku sovětské vlády, do Francie, kde měl v archivech studovat dokumenty týkající se historie socialismu a dělnického hnutí, především Pařížské komuny. Na cestě do Paříže se zastavil na několik dní v Praze. Při té příležitosti uspořádala Společnost pro kulturní a hospodářské sblížení se Sovětským svazem pro své členy a pozvané hosty večer, který se konal 29. února 1936 a na němž Bucharin přednesl dvouhodinovou přednášku, v níž se zabýval duševní a materiální kulturou tehdejší doby.

## Karikatury

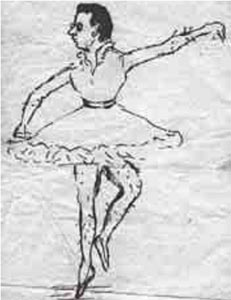
Karl Radek, 1929

Bucharin byl také kreslíř a karikaturista. Na každém sjezdu, když nestál na řečnickém pultu, vzal papír a kreslil podobizny těch, kteří v danou dobu hovořili. Bucharinovy kresby jsou dnes uchovány v Puškinově muzeu umění v Moskvě.

## Citáty
| „                                                                     | Stalin je nešťastný, poněvadž nemůže nikoho, ani sebe, přesvědčit o své velikosti, a toto neštěstí je jeho největší a možná jediný lidský rys. | “ |
| — Bucharin při setkání s menševickým emigrantem Fjodorem Danem, 1928. | |   |